# Nicole Leeper Piquero
Nicole Leeper Piquero ist eine US-amerikanische Kriminologin und Strafrechtlerin, die als Professorin an der University of Miami forscht und lehrt. 2017/18 amtierte sie als Präsidentin der Academy of Criminal Justice Sciences (ACJS).

## Werdegang und Wirken
Piquero machte alle akademischen Abschlüsse in den Fächern Strafrecht und Kriminologie an der University of Maryland: Bachelor-Examen 1996, Master-Examen 1998 und Promotion zur Ph.D. 2001. Assistenzprofessorin war sie an der Northeastern University (2000/01) und der University of Florida (2001–2007) und 2008 an der Virginia Commonwealth University. Es folgten Anstellungen als Associate Professor am John Jay College of Criminal Justice (2007/08) und an der Florida State University (2010/11). Von 2011 bis 2020 folgte eine Professur an der University of Texas at Dallas und seit 2020 an der University of Miami.
Schwerpunkte ihrer Forschung sind die Analyse von Wirtschaftskriminalität und Unternehmensdelikten sowie geschlechtsspezifische Fragen im Strafrechtssystem.